# Piottino-Schlucht

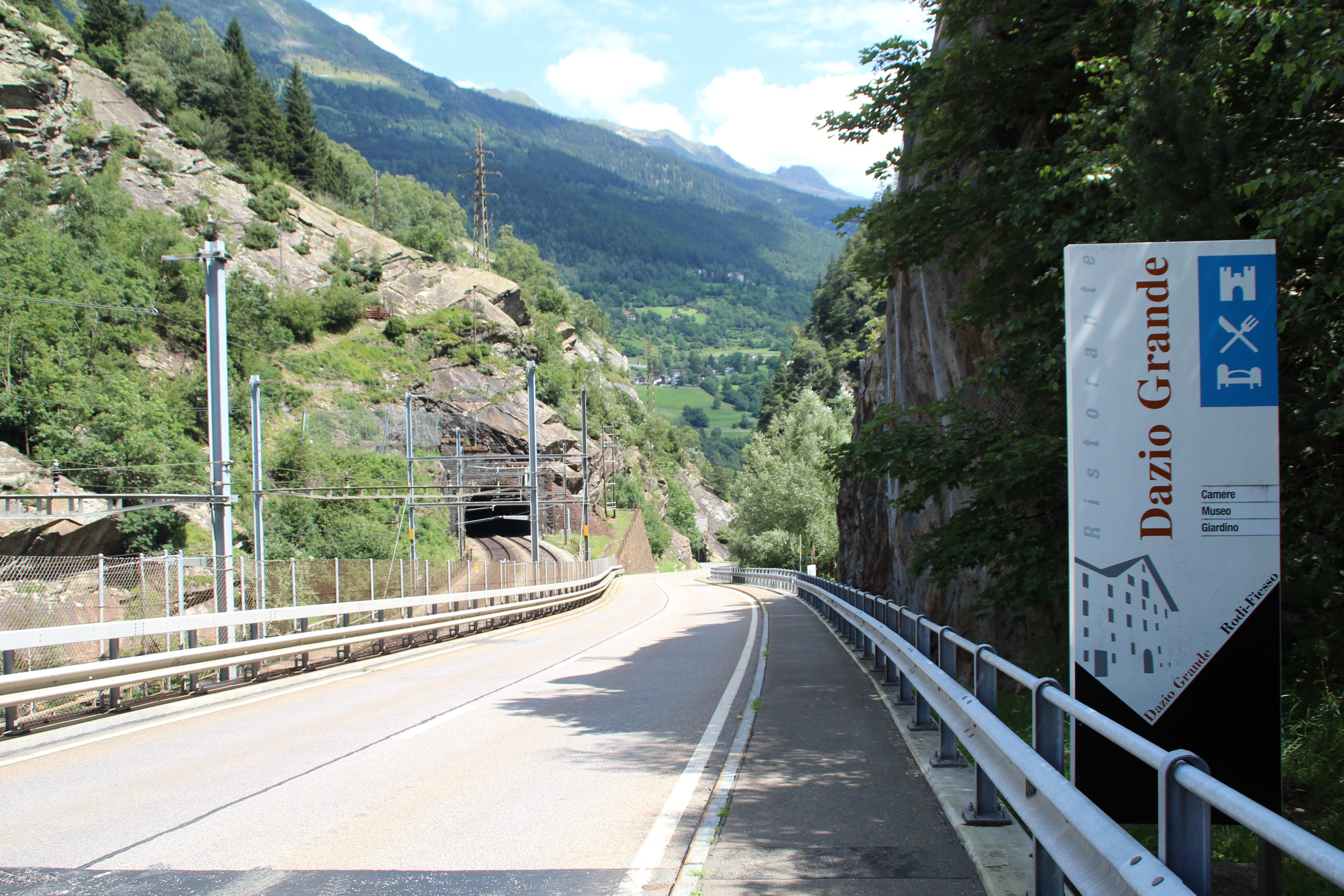
Piottino-Schlucht Richtung Süden

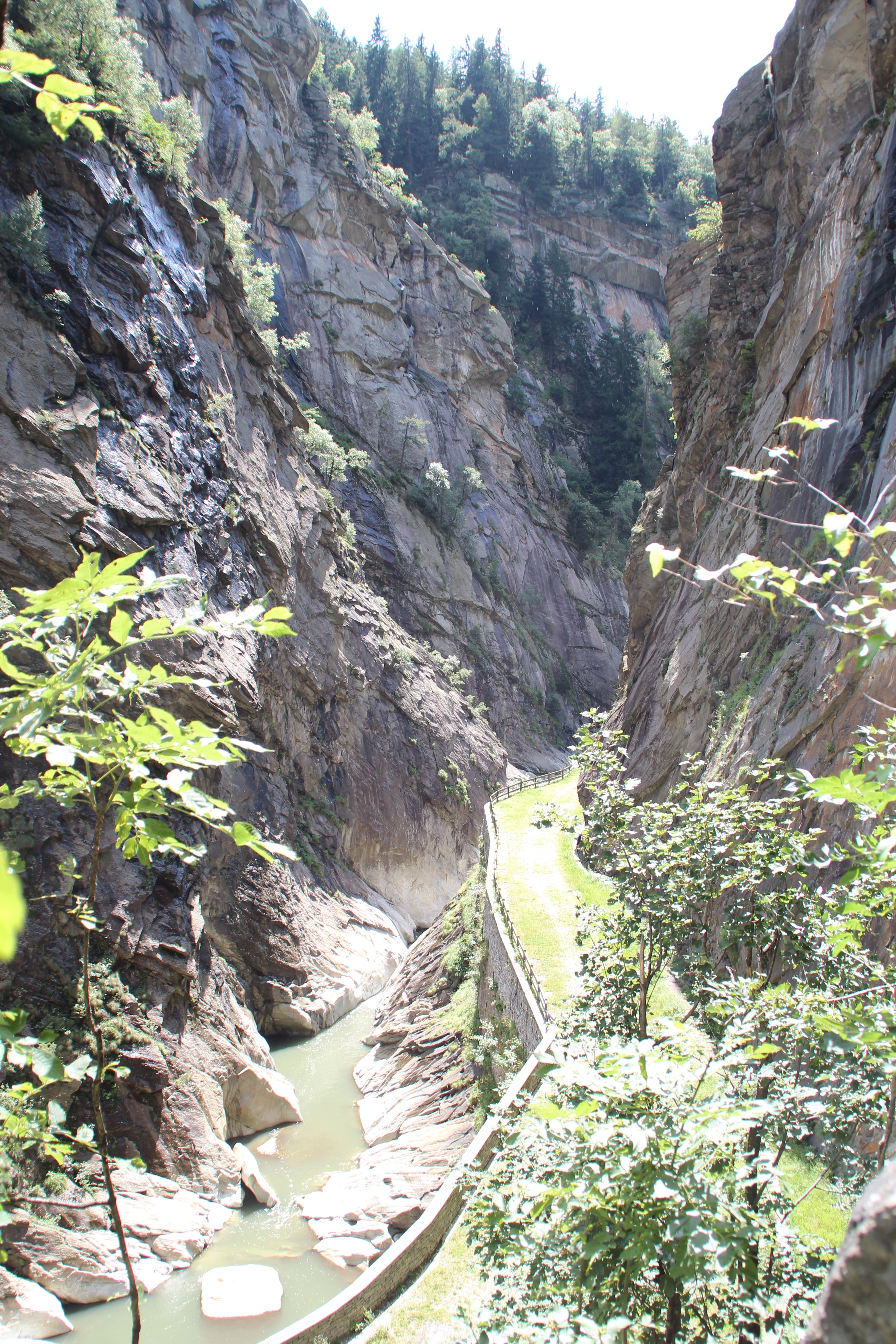
Piottino-Schlucht mit der alten Strasse Richtung Norden

Die Piottino-Schlucht (italienisch Gola del Monte Piottino) ist eine Schlucht in der Valle Leventina im Kanton Tessin in der Schweiz. Sie wird vom Fluss Ticino durchflossen und trennt mit einem Höhenunterschied von 188 Metern die Alta Leventina von der Media Leventina. Da sie sehr eng und von hohen Felsen umgeben ist, war sie immer ein grosses Hindernis auf der Gotthard-Strasse. An ihrem oberen Ende liegt die Ortschaft Rodi-Fiesso in der Gemeinde Quinto, während es am unteren Ende, auf dem ehemaligen Gemeindegebiet von Osco, keine bewohnte Ortschaft gibt. Das Tal wird erst weiter unten breiter. Das erste Dorf auf der Talsohle ist Faido in der gleichnamigen Gemeinde.
Wann die Schlucht erstmals überwunden wurde, ist nicht bekannt. Indizien für eine frühe Umgehung: a) Die Nekropole von Madrano bei Airolo aus dem 3. Jahrhundert lässt vermuten, dass spätestens zu dieser Zeit ein Pfad über den Gotthard führte; b) vor dem Bau der Teufelsbrücke im 13. Jahrhundert wurde auf der Nordseite des Gotthard die Schöllenen über den Bäzberg umgangen; c) die ausgedehnten Wegspuren am Hang gegenüber dem Monte Piottino, bei Freggio, auf der linken Talseite, hoch über dem Fluss, zum Teil gepflästert, dürften mehr als nur lokalen Bedürfnissen gedient haben; d) die erst 1996 entdeckten gepflästerten Wegspuren bei Bodio, in den Monde di Bodengo, befinden sich ebenfalls auf der linken Talseite und in Hanglage, während die Kantonsstrasse ab 1818 in flachem Gelände und in Flussnähe angelegt wurde.
- Weg eins, der erste Saumpfad, der zweifelsfrei die Piottino-Schlucht umging, ist 1311 urkundlich belegt. Er verliess die Talsohle bei Faido und führte zur Sust Antico Dazio (heute unsichtbar) bei Piana Selva, von dort auf die Hochebene von Dalpe und Cornone, vorbei an der Kirche von Prato (Leventina), um dann bei Rodi wieder zur Talsohle zu gelangen. Für die mühsame, 7 km lange Strecke mussten fast drei Stunden aufgewendet werden.
- Weg zwei, ein weiterer Saumpfad, wurde um 1350 gebaut. Er führte von Faido auf der linken Talseite bis zum neuen steinernen Ponte della Vicinanza di Faido, und – im Volksmund als Strada Romana bezeichnet – auf der rechten Talseite den Monte Piottino hinauf zur Sust Dazio Vecchio (Ruinen sichtbar – Stand 2024), von dort hinab nach Morasco. Die Strecke mass 6 km und war in zwei Stunden zu bewältigen.
- Weg drei, die Mulattiera Urana, folgte, von Faido ausgehend, zunächst dem zweiten Pfad, führte beim Ponte di Mezzo ein weiteres Mal über den Fluss und hernach durch die Gola del Monte Piottino zur Sust Dazio Grande (vorhanden, restauriert). Dieser Pfad, quasi die Direttissima, war von den Urnern 1555-1561 in die linke Flanke der Schlucht gesprengt, gehauen und mit massiven Mauern gesichert worden. Die Brücken über die Seitenbäche oder -rinnen sind aus Stein. Die Säumer konnten die neue Strecke in eineinhalb Stunden zurücklegen.
- Weg vier ist die Kantonsstrasse, gebaut 1818. Sie wurde auf die Trasse der Mulattiera Urana gelegt, rund 3 m über dieser, wurde gleichzeitig auf 4 m verbreitert und erhielt einen Kiesbelag. Nun konnte die Schlucht mit Kutschen, später mit Autos durchfahren werden. Eine Haarnadelkurve der Mulattiera Urana, zu eng für Wagen, wurde über eine Brückenkonstruktion umfahren und blieb erhalten. Sie kann auch heute noch begangen werden. Mehrere Hochwasser (1834, 1839, 1868…, 2013 [2 ×], 2020) beschädigten die Strasse schwer. Dabei kamen, 3 m unter der Strasse, weitere Stücke des Saumpfades von 1561 zum Vorschein. Die Kantonsstrasse wurde immer wieder mit grossem Aufwand instandgestellt.[2]
- Weg fünf ist die Eisenbahnlinie, die 1882 in Betrieb genommen wurde. Zur Überwindung des durch die Piottino-Schlucht verursachten Höhenunterschieds hatte die Gotthardbahn-Gesellschaft die beiden Spiral- oder Kehrtunnels Freggio und Prato gebaut.
- Weg sechs : 1934 wurde ein Tunnel in den Berg auf der linken Talseite gebohrt, der über zwei nachgeschaltete Haarnadelkurven die Autos aufs Niveau des Ticino hinunter- bzw. von dort hinaufführt. Damit ist die alte Kantonsstrasse durch die Schlucht seit ihrer Restaurierung ein reines Vergnügen für Wanderer und an der Geschichte der Verkehrswege Interessierte.
- Weg sieben ist die Autobahn A2. Sie überwindet die Gola del Monte Piottino durch ein System von Tunnels und Viadukten. Wer sie nutzt, durchfährt die Schlucht in weniger als einer Minute und ohne sie zu sehen.[3]

Der Gotthardbasistunnel ist nicht als achter Weg zu bezeichnen, denn er berührt die Leventina nur am Rande und hat eine andere Funktion, als die Schlucht zu umgehen. Demgemäss fallen auch die Nord-Süd-Luftstrassen ausser Betracht.

## Dazio Grande
Am oberen Ende der Schlucht steht das renovierte Zollhaus Dazio Grande aus der Zeit, in der Uri die Leventina beherrschte. Zur Zeit der Renovationsarbeiten am Dazio Grande wurde auch die alte Urner Saumstrasse, die Strada Urana instand gesetzt. Bei den Bauarbeiten kam unterhalb der Kapelle ein Stück der ursprünglichen Urnerstrasse zum Vorschein.
Vom alten Zollhaus aus führt eine Rundwanderung durch die Schlucht zum Ponte di Mezzo am Ausgang der Schlucht und über die Strada Romana zurück. Der Weg führt am Dazio Vecchio vorbei, den der Dazio Grande ersetzte, als der Weg durch die Schlucht eröffnet wurde. Im Dazio Grande informiert eine kleine Ausstellung über das Transportwesen am Gotthard.

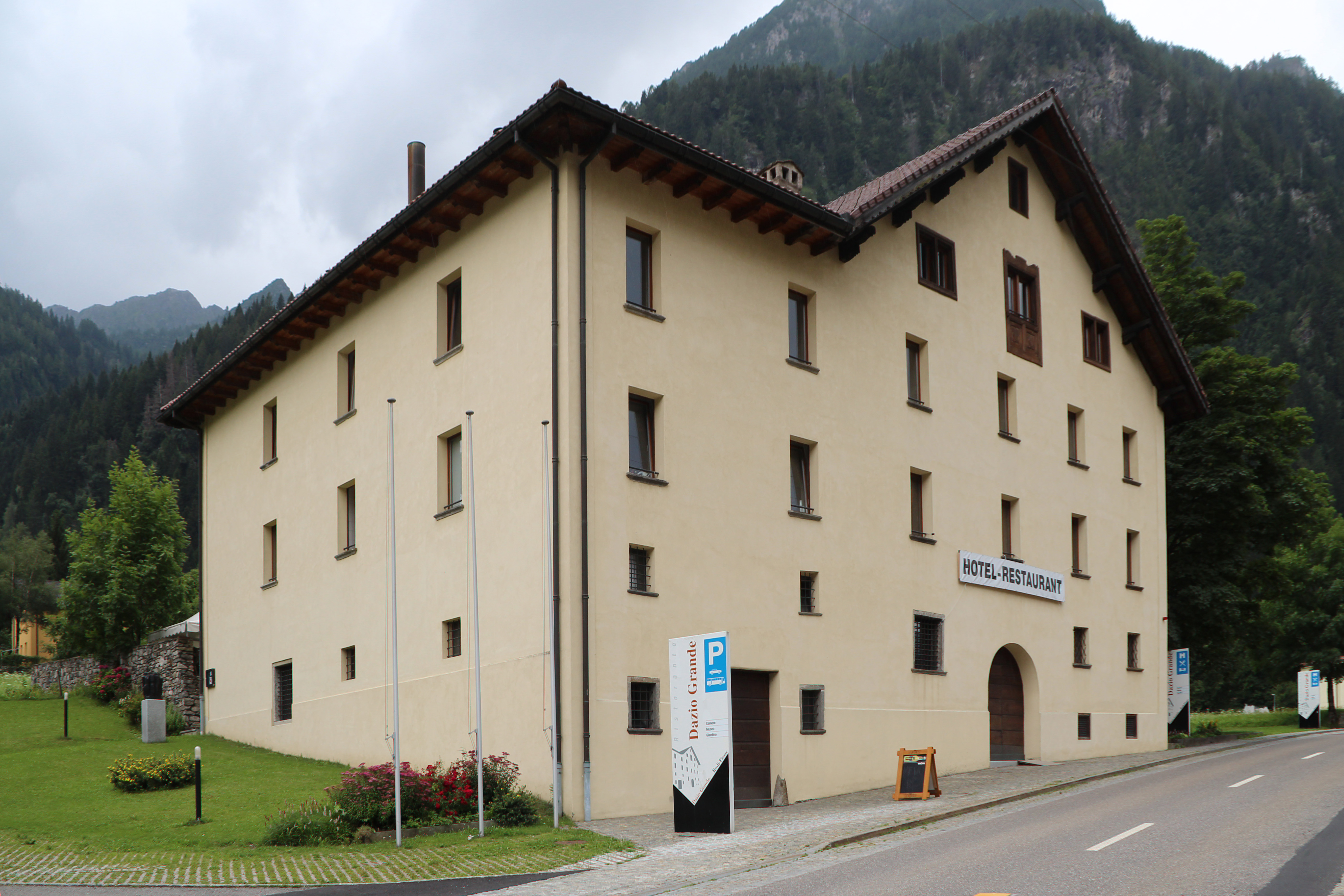
Dazio Grande
Das Haus hinter Eisenbahn- und Strassenbrücke, Foto SBB undatiert
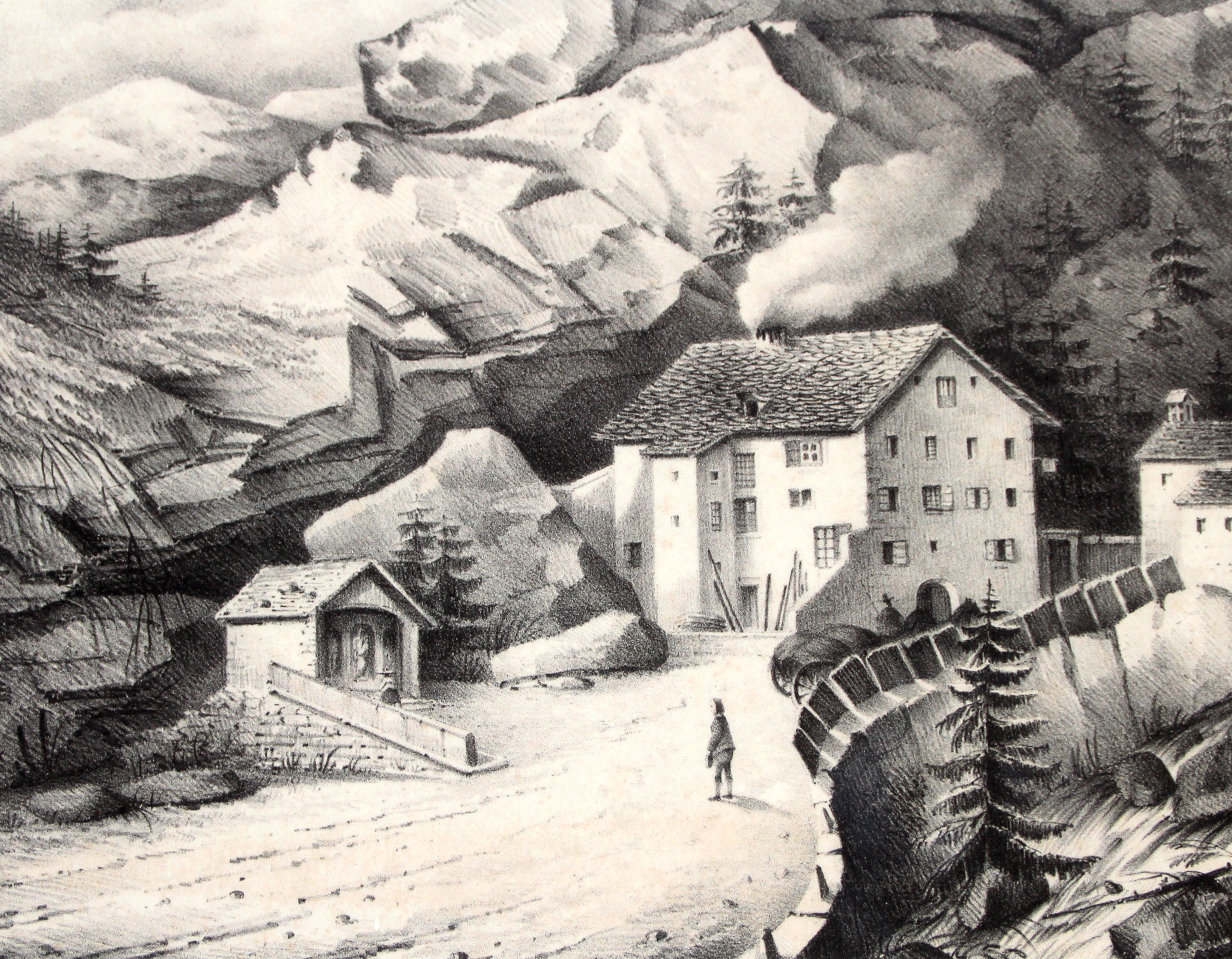
1840
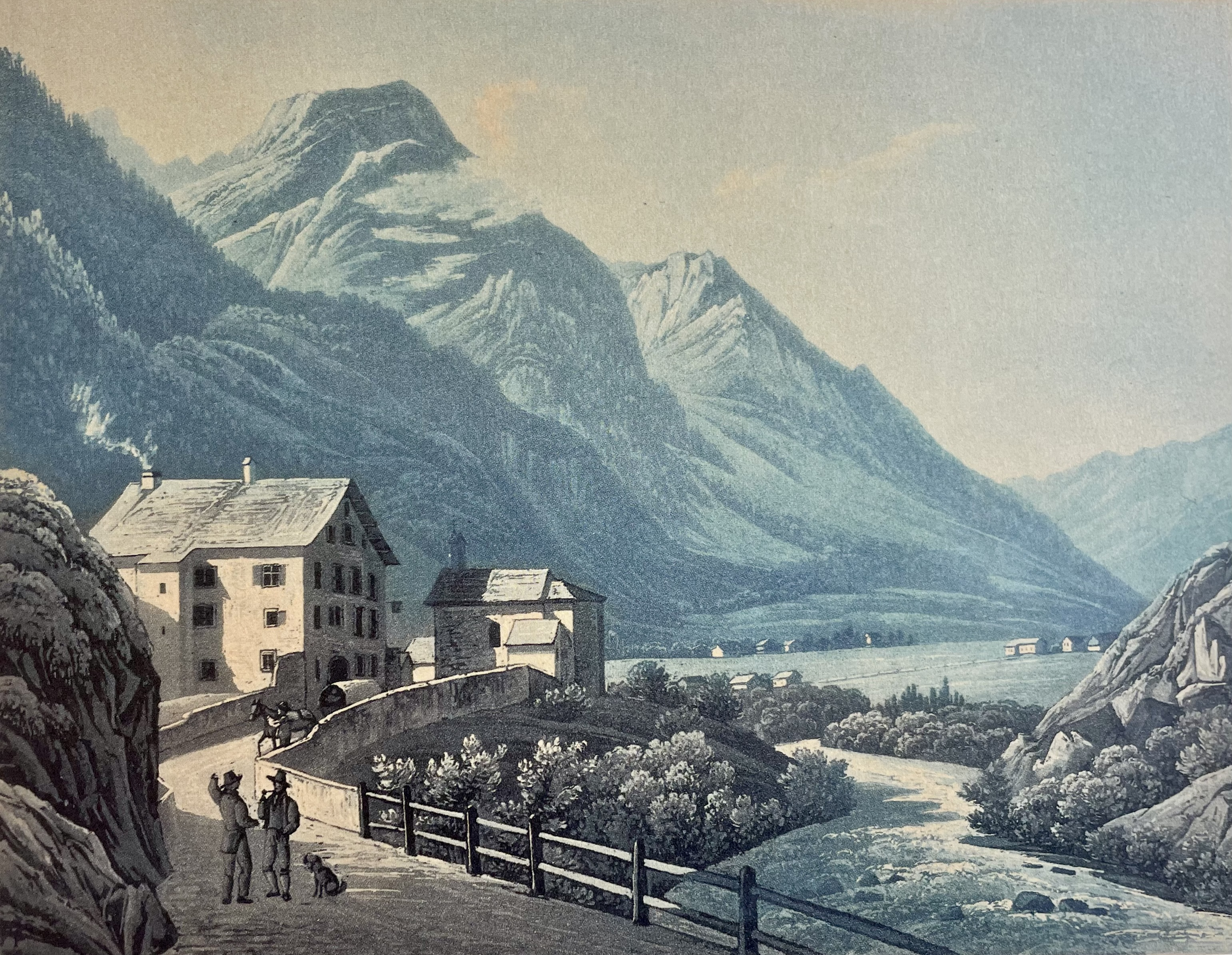
1833